# 徐南平
徐南平（1961年4月—），安徽桐城人，中国化工专家、政治人物，中国工程院院士。

## 生平
1985年4月参加工作，1988年5月加入中国共产党。合肥工业大学无机化工专业毕业，上海化工研究院无机化工专业硕士、南京化工学院（现并入南京工业大学）化学工程专业博士研究生学历。2005年11月当选中国工程院院士。十一届全国政协委员。
历任南京化工学院讲师、副教授，南京化工大学教授、研究生处处长、化学化工学院院长等职。2001年12月，任南京工业大学副校长、党委常委（其间于2006年4月至2008年3月，挂职任苏州市人民政府副市长）。
2008年3月，任江苏省省长助理，2011年5月兼任省科学技术厅厅长。2013年1月，任江苏省政协副主席、江苏省科技厅厅长。2015年1月，任江苏省副省长。2016年1月，辞去江苏省副省长职务。
2015年11月至2021年9月，任中华人民共和国科学技术部副部长、党组成员。